# Television Hall of Fame
La Television Academy Hall of Fame onora le persone che hanno dato un contributo straordinario alla televisione statunitense. La hall of fame è stata fondata dall'ex presidente dell'Academy of Television Arts & Sciences (ATAS) John H. Mitchell (1921–1988). Le candidature non si tengono ogni anno.

## Sintesi
Le premiazioni furono inaugurate nel 1984. Secondo le parole del comitato di selezione, la Hall of Fame è per "persone che hanno dato contributi eccezionali nelle arti, nelle scienze o nella gestione della televisione, sulla base di contributi e risultati cumulativi o di un singolo contributo o risultato." Mitchell rimase il presidente della Hall of Fame fino alla sua morte nel gennaio 1988. Gli successe Edgar Scherick, che a sua volta passò le redini a Norman Lear.
La prima cerimonia nel 1984 ha celebrato le carriere di Lucille Ball, Milton Berle, Paddy Chayefsky, Norman Lear, Edward R. Murrow, William S. Paley e David Sarnoff. I premiati ricevettero statuette di vetro a forma di due ballerini, create dallo scultore e pittore Pascal per riflettere l'autodisciplina richiesta in tutte le sfaccettature delle arti. Dal 1988 i candidati hanno portato a casa un premio sotto forma di uno schermo televisivo in cristallo su una base in fusione di bronzo. I nuovi premi sono stati ideati dal direttore artistico Romain Johnston.
Le investiture non si tengono ogni anno. Di solito vengono annunciati cinque o più candidati alla volta. Tutti i candidati sono stati individui o coppie, con l'eccezione della serie I Love Lucy nel 1990 e l'intero cast originale del Saturday Night Live nel 2017.
Nel 2016 le quattro reti di trasmissione (ABC, CBS, FOX e NBC) sono state premiate con speciali Awards "Hall of Fame Cornerstone".
Bill Cosby è stato premiato nel 1991, ma in seguito alla sua condanna per stupro del 2018, da allora è stato rimosso.

## Membri della Hall of Fame
1° ammissione (1984)
- Lucille Ball
- Milton Berle
- Paddy Chayefsky
- Norman Lear
- Edward R. Murrow
- William S. Paley
- David Sarnoff

2° ammissione (1985)
- Carol Burnett
- Sid Caesar
- Walter Cronkite
- Joyce Hall[7]
- Rod Serling
- Ed Sullivan
- Sylvester "Pat" Weaver[8]

3° ammissione (1986)
- Steve Allen
- Fred Coe
- Walt Disney
- Jackie Gleason
- Mary Tyler Moore
- Frank Stanton[10]
- Burr Tillstrom[11]

4° ammissione (1987)
- Johnny Carson
- Jacques Cousteau
- Leonard Goldenson[12]
- Jim Henson
- Bob Hope
- Ernie Kovacs
- Eric Sevareid[13]

5° ammissione (1988)
- Jack Benny
- George Burns e Gracie Allen
- Chet Huntley e David Brinkley
- Red Skelton
- David Susskind
- David L. Wolper

6° ammissione (1989)
- Roone Arledge
- Fred Astaire
- Perry Como
- Joan Ganz Cooney
- Don Hewitt
- Carroll O'Connor
- Barbara Walters

7° ammissione (1990)
- Desi Arnaz
- Leonard Bernstein
- James Garner
- I Love Lucy
- Danny Thomas
- Mike Wallace

8° ammissione (1991)
- Bill Cosby (revocato in seguito alla sua condanna per stupro del 2018).[14]
- Andy Griffith
- Ted Koppel
- Sheldon Leonard
- Dinah Shore
- Ted Turner

9° ammissione (1992)
- John Chancellor
- Dick Clark
- Phil Donahue
- Mark Goodson
- Bob Newhart
- Agnes Nixon
- Jack Webb

10° ammissione (1993)
- Alan Alda
- Howard Cosell
- Barry Diller
- Fred W. Friendly
- William Hanna e Joseph Barbera
- Oprah Winfrey

11° ammissione (1995)
- Michael Landon
- Richard Levinson e William Link
- Jim McKay
- Bill Moyers
- Dick Van Dyke
- Betty White

12° ammissione (1996)
- Edward Asner
- Steven Bochco
- Marcy Carsey e Tom Werner
- Charles Kuralt
- Angela Lansbury
- Aaron Spelling
- Lew Wasserman

13° ammissione (1997)
- James L. Brooks
- Garry Marshall
- Quinn Martin
- Diane Sawyer
- Grant Tinker

14° ammissione (1999)
- Herbert Brodkin
- Robert MacNeil e Jim Lehrer
- Lorne Michaels
- Carl Reiner
- Fred Rogers
- Fred Silverman
- Ethel Winant

15° ammissione (2002)
- Tim Conway e Harvey Korman
- John Frankenheimer
- Bob Mackie
- Jean Stapleton
- Bud Yorkin

16° ammissione (2004)
- Bob Barker
- Charles Cappleman, vicepresidente esecutivo[16]
- Art Carney
- Katie Couric
- Dan Rather
- Brandon Tartikoff

17° ammissione (2006)
- Tom Brokaw
- James Burrows
- Leonard Goldberg
- Regis Philbin
- William Shatner

18° ammissione (2008)
- Bea Arthur
- Daniel Burke
- Larry Gelbart
- Merv Griffin
- Thomas Murphy
- Sherwood Schwartz

19° ammissione (2010)
- Candice Bergen
- Charles Lisanby
- Don Pardo
- Gene Roddenberry
- Smothers Brothers
- Bob Stewart

20° ammissione (2011)
- Diahann Carroll
- Tom Freston[17]
- Earle Hagen[18]
- Susan Harris[19]
- Peter Jennings[20]
- Cloris Leachman
- Bill Todman[21]

21° ammissione (2012)
- Mary-Ellis Bunim[22] e Jonathan Murray
- Michael Eisner
- Sherman Hemsley
- Bill Klages[23]
- Mario Kreutzberger[24]
- Chuck Lorre
- Vivian Vance[25] e William Frawley

22° ammissione (2013)
- Philo Farnsworth
- Ron Howard
- Al Michaels[26]
- Leslie Moonves
- Bob Schieffer[27]
- Dick Wolf

23° ammissione (2014)
- Ray Dolby
- David E. Kelley
- Jay Leno
- Julia Louis-Dreyfus
- Rupert Murdoch
- Brandon Stoddard[29]

Cornerstone Award (2016)
- ABC
- CBS
- FOX
- NBC

24° ammissione (2017)
- Cast originale di Saturday Night Live: Dan Aykroyd, John Belushi, Chevy Chase, Jane Curtin, Garrett Morris, Laraine Newman e Gilda Radner
- Roy Christopher[31]
- Shonda Rhimes
- Joan Rivers
- John Wells

25° ammissione (2020)
- Bob Iger
- Geraldine Laybourne[34]
- Seth MacFarlane
- Jay Sandrich[35]
- Cicely Tyson

26° ammissione (2022)
- Debbie Allen
- Ken Burns
- Bob Daly
- Robert L. Johnson
- Rita Moreno
- Donald A. Morgan, ASC[36]